# ハード郡 (ジョージア州)

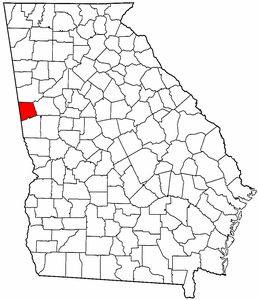

ハード郡（Heard County）は、アメリカ合衆国ジョージア州にある郡である。人口は1万1412人（2020年）。郡庁所在地はフランクリンである。

## 地理
アメリカ合衆国統計局によると、この郡は総面積780 km2 (301 mi2) である。このうち767 km2 (296 mi2) が陸地で13 km2 (5 mi2) が水地域である。総面積の1.68%が水地域となっている。

## 人口動勢
2000年現在の国勢調査で、この郡は人口11,012人、4,043世帯、及び3,040家族が暮らしている。人口密度は14/km2 (37/mi2) である。6/km2 (15/mi2) の平均的な密度に4,512軒の住宅が建っている。この郡の人種的な構成は白人87.48%、アフリカン・アメリカン10.82%、先住民0.32%、アジア0.11%、太平洋諸島系0.07%、その他の人種0.47%、及び混血0.73%である。ここの人口の1.05%はヒスパニックまたはラテン系である。
この郡内の住民は28.70%が18歳未満の未成年、18歳以上24歳以下が7.60%、25歳以上44歳以下が30.70%、45歳以上64歳以下が22.00%、及び65歳以上が11.00%にわたっている。中央値年齢は34歳である。女性100人ごとに対して男性は96.50人である。18歳以上の女性100人ごとに対して男性は94.10人である。
この郡内の世帯ごとの平均的な収入は33,038米ドルであり、家族ごとの平均的な収入は39,306米ドルである。男性は31,900米ドルに対して女性は22,492米ドルの平均的な収入がある。この郡の一人当たりの収入 (per capita income) は15,132米ドルである。人口の13.60%及び家族の10.50%は貧困線以下である。全人口のうち18歳未満の14.60%及び65歳以上の17.40%は貧困線以下の生活を送っている。

## 都市及び町
- セントラルハッチ (Centralhatchee)
- Ephesus
- フランクリン (Franklin)